# Renato Cesarini
Renato Cesarini (Senigallia, 11 april 1906 - Buenos Aires, 24 maart 1969) was een Italo-Argentijns voetballer.
Cesarini werd geboren in de Italiaanse regio Marche, maar toen hij enkele maanden oud was emigreerden zijn ouders naar Buenos Aires. Hij speelde ten tijde van het amateurtijdperk in Argentinië voor verschillende clubs in de regio Buenos Aires. In 1929 werd hij binnen gehaald door het Italiaanse Juventus. Van 1931 tot 1935 werd hij vijf keer op rij kampioen met de club.
In 1936 keerde hij terug naar Argentinië, waar inmiddels het profvoetbal was ingevoerd. Met River Plate won hij twee titels. Twee van zijn ploeggenoten zouden later nog legendes van het Argentijnse voetbal worden: José Manuel Moreno en Adolfo Pedernera.